# Anypodetus rigidis
Anypodetus rigidis är en tvåvingeart som beskrevs av H. Oldroyd 1974. Anypodetus rigidis ingår i släktet Anypodetus och familjen rovflugor.
Artens utbredningsområde är Zimbabwe. Inga underarter finns listade i Catalogue of Life.